# Metter
Pour l’article homonyme, voir Alan Metter.
La ville américaine de Metter est le siège du comté de Candler, dans l’État de Géorgie. Lors du recensement de 2000, sa population s’élevait à 3 879 habitants.

## Démographie
| 1900 | 1910 | 1920 | 1930  | 1940  | 1950  |
| ---- | ---- | ---- | ----- | ----- | ----- |
| 213  | 408  | 908  | 1 424 | 1 823 | 2 091 |

| 1960  | 1970  | 1980  | 1990  | 2000  | 2010  |
| ----- | ----- | ----- | ----- | ----- | ----- |
| 2 362 | 2 912 | 3 531 | 3 707 | 3 879 | 4 130 |

## Source
- (en) Cet article est partiellement ou en totalité issu de l’article de Wikipédia en anglais intitulé « Metter, Georgia » (voir la liste des auteurs).